# Menires de Lavajo

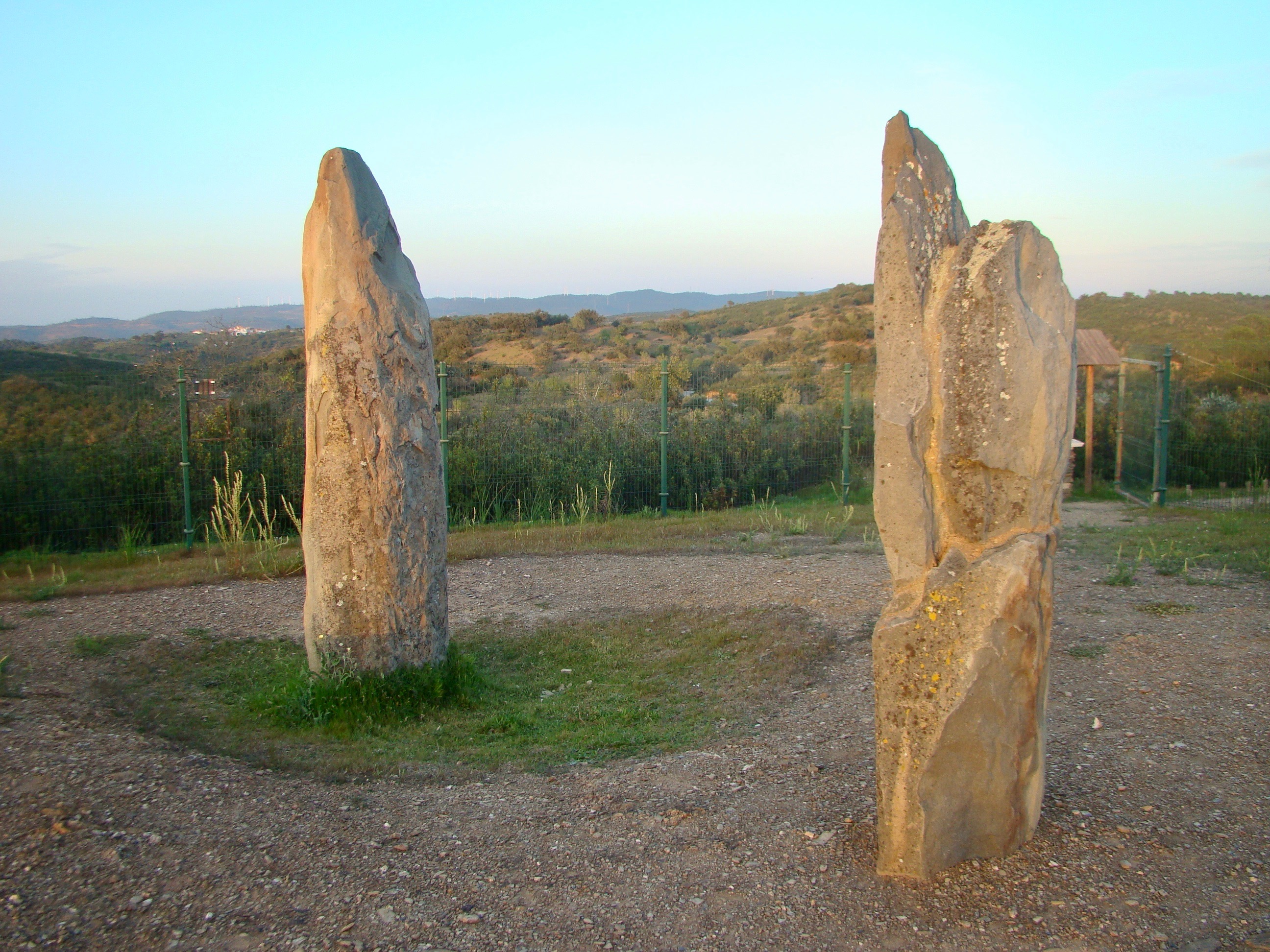
Menires de Lavajo, Alcoutim

Os Menires de Lavajo, também referidos como Conjunto megalítico de Lavajo, é um monumento megalítico situado na atual Freguesia de Alcoutim e Pereiro do Município de Alcoutim, no Algarve, em Portugal.
É constituído por três monólitos, sendo um de forma fálica. Este é o de maiores dimensões conhecido em território português com um comprimento de 3,14 m de altura.[carece de fontes?]